# Убийство школьного президента
«Убийство школьного президента» (англ. Assassination of a High School President) — американская криминальная кинокомедия 2008 года режиссёра Бретта Саймона, в главных ролях которой играют Брюс Уиллис, Миша Бартон и Рис Томпсон,.

## Сюжет
Репортёр школьной газеты берётся за расследование кражи экзаменационных билетов. Брюс Уиллис исполнил в фильме роль эксцентричного директора школы — ветерана боевых действий в Ираке.

## В ролях
| Актёр          | Роль             |
| -------------- | ---------------- |
| Миша Бартон    | Франческа Фачини |
| Рис Томпсон    | Бобби Фанк       |
| Брюс Уиллис    | К. Киркпатрик    |
| Майкл Рапапорт | Тренер Z         |
| Мелони Диас    | Клэр Диас        |
| Джош Пеиз      | Отец Невил       |
| Закари Бут     | Рокки Рекун      |
| Зои Кравиц     | Валери Торрес    |
| Люк Граймс     | Марлон Пьяцца    |